# إيغون جندورف
إيغون جندورف (بالفرنسية: Egon Gindorf)‏ (20 ديسمبر 1930 - 8 أكتوبر 2020)، هو رجل أعمال ألماني فرنسي المولد. شغل منصب رئيس نادي ستراسبورغ من 2003 إلى 2005.